# Kindelbrück
Kindelbrück település Németországban, azon belül Türingiában. Lakosainak száma 3941 fő (2023. december 31.).

## Népesség
A település népességének változása:
| Lakosok száma | 1894 | 3846 | 3725 | 3747 | 3941 |
|               | 2017 | 2019 | 2021 | 2022 | 2023 |